# Казакай
Казакай (каз. Қазақай, до 1997 г. — Херсоновка) — упразднённый аул в Хобдинском районе Актюбинской области Казахстана. Входил в состав сельского округа Имангали Билтабанова. Ликвидирован в 2012 г. Код КАТО — 154241300.

## Население
В 1999 году население аула составляло 86 человек (49 мужчин и 37 женщин). По данным переписи 2009 года, в ауле проживало 26 человек (17 мужчин и 9 женщин).